# Murina recondita
Murina recondita é uma espécie de morcego da família Vespertilionidae. É endêmica de Taiwan.